# Gór Csaba
Gór Csaba (Budapest, 1982. augusztus 29. –) magyar jogász, politikus. 2010 óta Pasarét, Nyék és Kurucles önkormányzati képviselője Budapest Főváros II. Kerület Önkormányzatában. 2019 óta a II. kerületi Fidesz–KDNP frakciójának vezetője. 2020 októberétől a Fidesz választókerületi elnöke Budapest 4. számú választókerületében.

## Életpályája
Budapesten, Pasaréten született. 1993 és 2001 között a Fasori Evangélikus Gimnázium nyolcosztályos tagozatának diákja volt. Jogi diplomáját a Károli Gáspár Református Egyetem Állam- és Jogtudományi Karán szerezte 2007-ben. 2011-ben sikeres jogi szakvizsgát tett.
2007-től ügyvédjelöltként tevékenykedett, 2011-től ügyvédként dolgozik. 2017-től a Miskolci Egyetem felkért óraadója. Ügyvédi praxisa mellett ingyenes jogsegélyszolgálatot tart fenn. Angolul középfokon, németül alapfokon beszél.
A Fővárosi Vízművek Zrt. igazgatósági tagja 2014–2019 között, valamint a Millenáris Széllkapu Kft. felügyelőbizottsági tagja 2013 és 2020 között.

## Közéleti pályafutása
2010 óta Budapest Főváros II. kerület 9. sz. egyéni önkormányzati választókerületének (Pasarét, Nyék és Kurucles) képviselője. 2019 óta a Fidesz–KDNP frakciójának vezetője Budapest Főváros II. Kerület Önkormányzatában. 2020 októberétől a Fidesz választókerületi elnöke Budapest 4. számú választókerületében.

## Társadalmi tisztségei
Számos szervezetben tölt be társadalmi tisztséget: a Magyar Labdarúgó-szövetség fegyelmi bizottságának tagja; az Országos Sportegészségügyi Intézet igazgatótanácsának elnöke; a Magyar Projektmenedzsment Szövetség alelnöke; a Sebestyén Korcsolya Sport Egyesület alelnöke.

## Családja
Nős, felesége Sebestyén Júlia magyar műkorcsolyázó, 2004 Európa-bajnoka.